# Klemens z Ochrydy

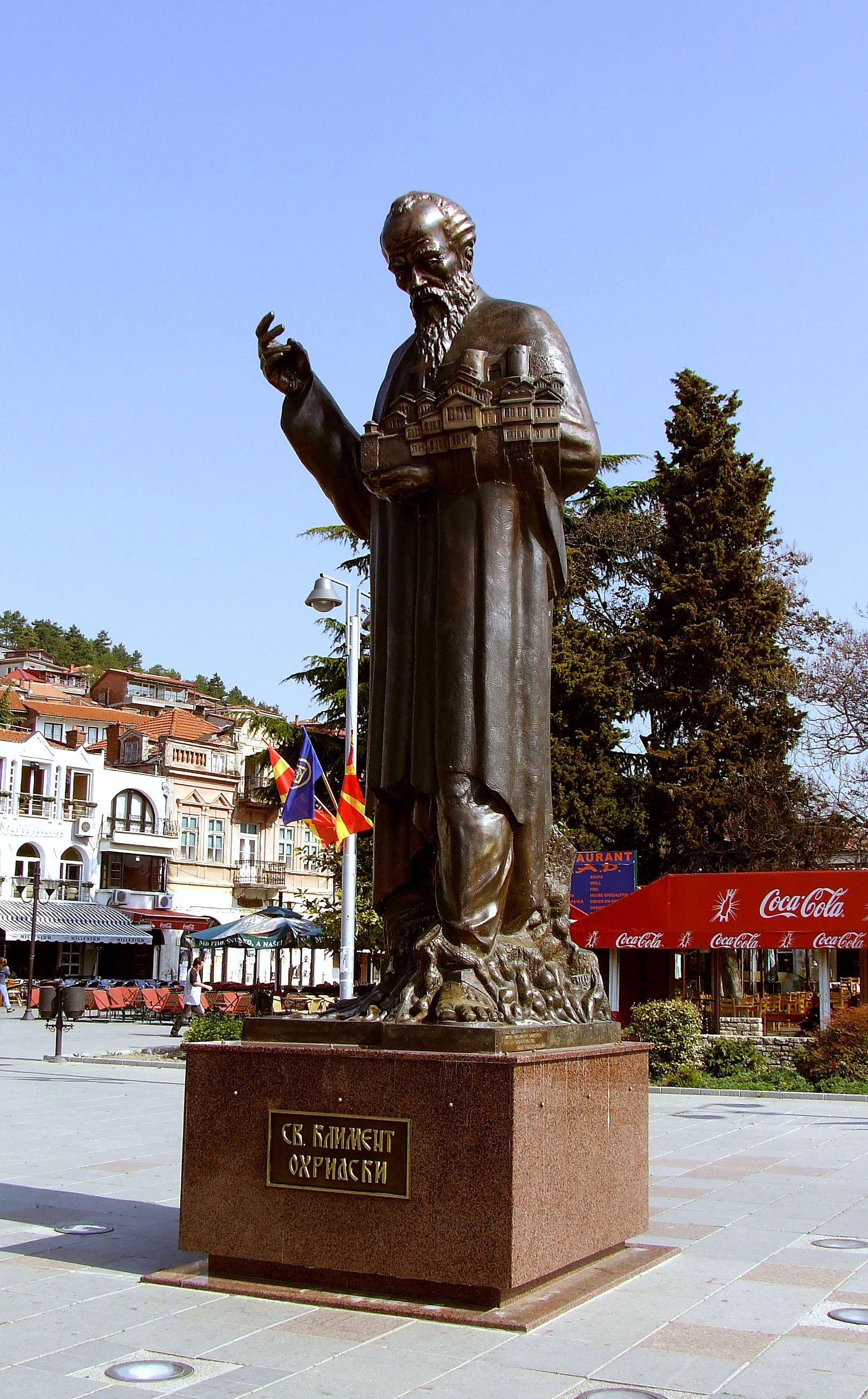
Pomnik św. Klemensa w Ochrydzie

Klemens z Ochrydy, (cs. Rawnoapostolnyj Klimient, jepiskop Ochridskij, mac. Климент Охридски, Kliment Ochridski; ur. ok. 840 w płd. części Bułgarii, zm. 17 lipca 916 w Ochrydzie) – bułgarski uczeń świętych Cyryla i Metodego, biskup Drembicy (niem. Drembitz) i Belitsy (bg. Белица, Belica w Macedonii Pirińskiej), arcybiskup Ochrydy, pierwszy biskup i apostoł Bułgarii, współtwórca rytu słowiańskiego, święty prawosławny i katolicki.

## Żywot świętego
Data urodzenia Klemensa nie jest znana. Był najprawdopodobniej Słowianinem pochodzącym z Macedonii. Bardzo wcześnie został uczniem Konstantyna i Metodego. Miał im towarzyszyć już w misji chazarskiej (860–861), w czasie której na cześć odnalezionych przez Metodego w Chersonezie relikwii świętego Klemensa papieża, nadano mu imię Klemens. Wraz z Konstantynem i Metodym znalazł się w latach 867–869 w Rzymie, gdzie najprawdopodobniej otrzymał święcenia kapłańskie. Po śmierci Konstantyna towarzyszył Metodemu w jego misji na Morawach.
W 885 roku biskup Metody zmarł na Morawach. Jako swego następcę wyznaczył Gorazda. Ten nie zdołał jednak sprostać opozycji duchownych łacińskich wspieranych przez księcia morawskiego Świętopełka. Przywódcy słowiańskiego kościoła na Morawach: Gorazd, Klemens, Naum, Angelary, Laurencjusz i Sawa zostali uwięzieni i poddani torturom. Klemens, Naum i Angelary, wygnani z Moraw zostali serdecznie przyjęci przez namiestnika Borysa w Belgradzie. Książę Borys udzielił im w Plisce gościny w domach swych dostojników, umieszczając Klemensa i Nauma u sampsesa Eschacza (Eschatzes), a Angelarego u Czesława. Z faktu rozdzielenia misjonarzy część uczonych wnioskuje o napięciach wywołanych przez pojawienie się posługujących się liturgią słowiańską uczniów Metodego wśród greckiego duchowieństwa. Godności kościelne w Plisce i Presławiu, starej i nowej stolicy państwa były obsadzane przez duchownych greckich, dla słowiańskiej liturgii i uczniów Metodego nie było tam miejsca. Ich status był więc początkowo nieokreślony. W dokumentach byli określani jako „mistrzowie” i „nauczyciele” (didaskaloi). W trakcie 886 roku zmarł Angelary. Z końcem tego roku Klemens opuścił Pliskę i udał się nad zachodnią granicę państwa, do prowincji Kutmiczewicy, leżącej na zachód od Wardaru, której główny ośrodek stanowił Dewol.
Na objętym przez siebie terenie Klemens rozwinął szeroko zakrojoną działalność apostolską. Stale podróżując, nauczając i studiując, wykształcił około trzech i pół tysiąca kapłanów. Skupił wokół siebie krąg wykształconych uczniów, którzy wspierali go w pracy kościelnej i oświatowo-literackiej, a potem podjęli jego pracę. W 893 roku został powołany przez nowego władcę Symeona na biskupa Drewenicy (Drembicy)-Welicy położonej na północ od Ochrydu. Wybudował w Ochrydzie dwie cerkwie i klasztor świętego Pantelejmona. Przekazane mu przez księcia Borysa Michała dobra w Dewolu, Glawenicy i Ochrydzie podarował klasztorowi. Pod koniec życia złożył rezygnację z biskupstwa, i choć nie została ona przyjęta przez Symeona wycofał się do klasztoru, skąd zawiadywał powierzoną sobie diecezją. Zmarł 27 (lub 17) lipca 916 roku.

## Spuścizna

### Pisma
Klemens kontynuował pracę przekładową Cyryla i Metodego, tłumacząc z greckiego te części Pisma Świętego i liturgii bizantyńskiej, których oni nie zdążyli oddać po słowiańsku. Pozostawił po sobie liczne kazania i homilie oraz eulogie. Zachowało się około 50 kazań i eulogii, m.in.: na Zwiastowanie Najświętszej Marii Panny, na Boże Narodzenie, na Chrzest Chrystusa, na Odnalezienie Chrystusa w świątyni, na Przemienienie Pańskie, na Wniebowzięcie NMP, na uroczystość świętych Piotra i Pawła, pochwała Cyryla i Metodego, świętego Klemensa papieża, świętego Jana Chryzostoma, świętych Kosmy i Damiana. Wśród dzieł przypisywanych Klemensowi w oparciu o analizę językową wymienia się: Legendy pannońskie, Ordo Confessionis z Euchologium synajskiego i pewne części głagolickich fragmentów Cloza. Przypuszcza się także, że tzw. Zabytki fryzyńskie mają związek z twórczością Klemensa.
Pisma Klemensa odznaczają się umiejętnością przystosowania języka do poruszanego tematu i znaczną samodzielnością. Klemens potrafi przemawiać z władczym majestatem używając wyrazów dźwiękonaśladowczych (np. grzmiał niczym grzmot), to znowu jak w eulogii Cyryla przemawiać łagodnie: Zazdroszczę ci twoich warg wielojęzycznych, z których duchowa słodycz spływa na wszystkie ludy. Używa bardzo efektownych figur retorycznych np. zwracając się z wezwaniami do pary świętych, co nadaje im charakter antyfony. W swoich pismach obszernie korzysta ze źródeł greckich, łacińskich i niemieckich.
Pisma Klemensa stały się po jego śmierci tak popularne i cieszyły się tak wielkim autorytetem, że wiele z nich kopiści zaczęli przypisywać Janowi Chryzostomowi. Sława ich rozprzestrzeniła się w całym świecie słowiańskim. Po chrzcie Rusi w 988 roku, wiele pism Klemensa trafiło na Ruś. Po upadku państwa bułgarskiego w ciągu XI i XII wieku dorobek Klemensa został prawie doszczętnie zniszczony przez duchowieństwo greckie, które tępiło piśmiennictwo słowiańskie zarzucając mu herezję i uleganie wpływom bogomilskim. Zniszczeniu uległ wówczas między innymi słowiański żywot Klemensa napisany przez jego uczniów. Część spuścizny po Klemensie przetrwała dzięki przeróbkom greckim dokonanym przez dwóch greckich biskupów Ochrydy Teofilakta pod koniec XI wieku i Demetriosa Chomatiana na początku XII wieku. Większość rękopisów słowiańskich pism Klemensa pochodzi z terenów Rusi.

### Klemens a głagolica
Dyskutowany jest stosunek Klemensa do głagolicy alfabetu utworzonego przez Konstantyna. Według części uczonych Klemens pisał wyłącznie w głagolicy i dlatego nie pozostał w Presławiu. Istnieje nawet przypuszczenie, że nie mogąc go nakłonić do używania cyrylicy władca bułgarski celowo wysłał go w najdalszy zakątek państwa. Istnieją i sądy przeciwne, które twierdzą, że Klemens zastawszy po ucieczce z Moraw w Presławiu cyrylicę, sam zaczął stopniowo zastępować nią teksty zapisane głagolicą. Dyskusja sięga korzeniami do krótszego życiorysu Klemensa, w którym mówi się o tym, że wynalazł on nowe pismo słowiańskie, doskonalsze od pisma Konstantyna.

## Kult
W dowód wielkich zasług Bułgarska Cerkiew Prawosławna nadała świętemu tytuł równego apostołom, a uniwersytet w Sofii nosi jego imię. Jest jednym z największych świętych na Bałkanach.
Cerkiew prawosławna wspomina świętego dwukrotnie:
- 27 lipca/9 sierpnia[17], tj. 9 sierpnia według kalendarza gregoriańskiego (Sobór bułgarskich oświecicieli);
- 25 listopada/8 grudnia tj. 8 grudnia (razem ze św. Klemensem, papieżem)[18].

W Kościele katolickim wspominany jest w grupie Siedmiu Apostołów Bułgarii dawniej 17 lipca (dzień śmierci), a w nowym Martyrologium Rzymskim 22 listopada.